# Большой цирк
О норвежской группе см. Circus Maximus (группа)

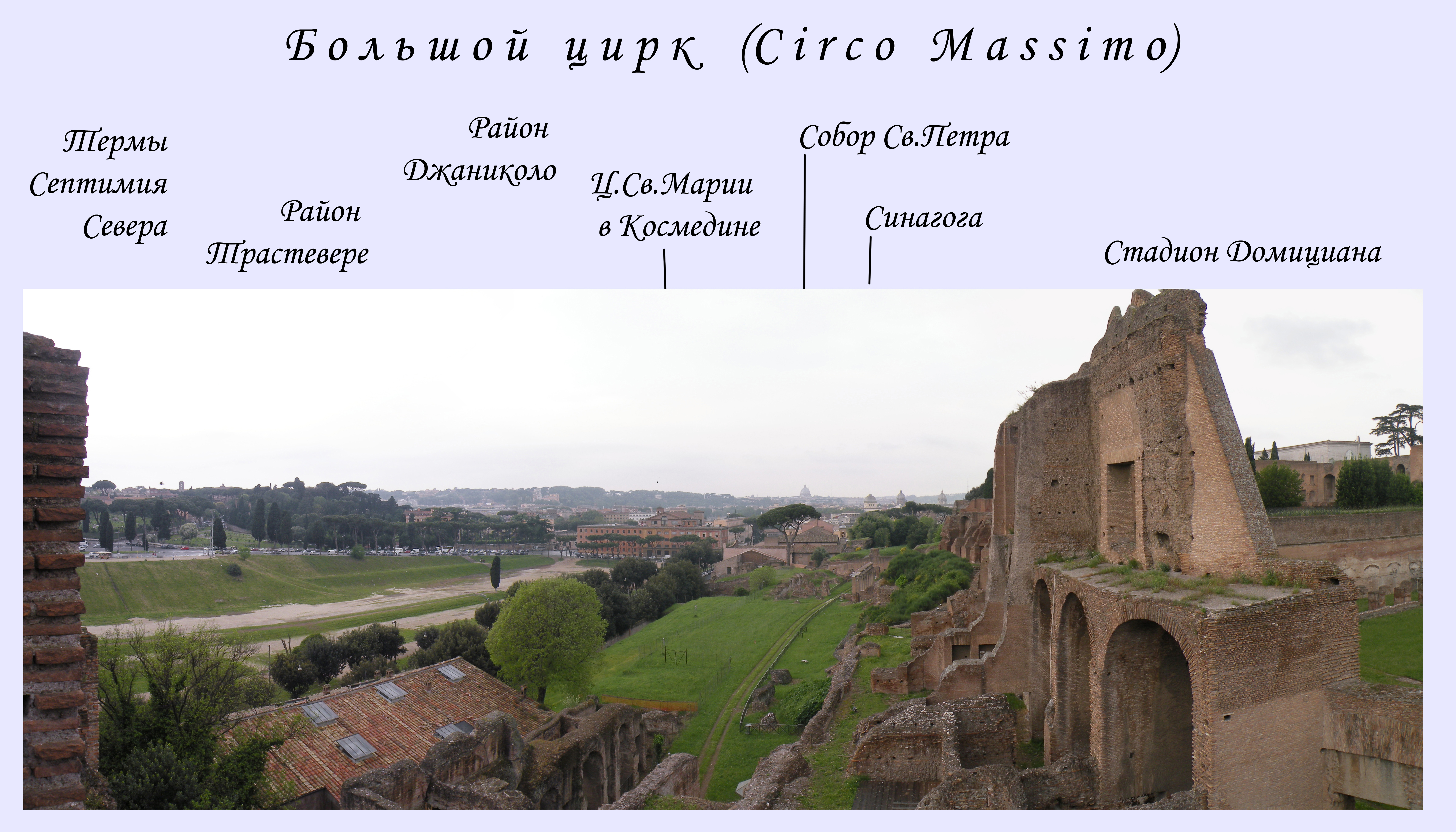
Пространственное расположение.

Большой цирк (лат. Circus Maximus) — самый обширный ипподром в древнем Риме. Его руины располагаются в долине между холмами Авентином и Палатином. В соревнованиях на ипподроме могло одновременно принимать участие 12 колесниц.
Согласно легенде, именно на этом месте произошло похищение сабинянок, а также похищение скота Геркулеса.

## Создание
Считается, что состязания на колесницах были впервые проведены здесь ещё царём Тарквинием Приском (ок. 500 до н.э.). Долина между Палатином и Авентином, длиной в 600 и шириной около 150 м, издревле, благодаря своему положению у самой древней части города и чрезвычайно удобной конфигурации местности, служила местом конных ристаний, связанных с древнейшими играми Рима (так называемыми лат. ludi Romani). До 329 г. до н. э. приспособления для скачек в этом месте не упоминались; очевидно, кроме арены и временных мест для почётных зрителей, на месте цирка не было никаких построек. Весьма возможно, что долина обрабатывалась и давала урожаи, как показывают древнейшие святилища сельских богов — (алтарь Конса, святилище триады Seia, Segetia, Tutilina), сохранившиеся и после формирования цирка.
Весьма вероятно, что игры давались только после конца жатвы (в 366 г. до н. э. ludi Romani фиксированы были на сентябрь). Только в 329 г. выстроен был старт — лат. carceres — из дерева с пёстрой окраской. Постоянной spina не было, меты были деревянные. Упоминания о постановке статуй, о постройке ворот, о возобновлении carceres и мет, о постановке аппарата с яйцами для счёта туров (лат. missus), о приобретении клеток для зверей и т. п. появляются после Пунических войн. При Цезаре расширена площадь цирка и вырыт канал (лат. euripus) вокруг арены.
В те времена состязания колесниц проходили по прямой — доехав до конца арены колесницы разворачивались и мчались в обратную сторону. Позже, с развитием канализационной системы Рима, под ареной был проложен большой тоннель (примерно 4,5 метров в высоту и 2,5 метра в ширину), в результате чего со временем на арене образовался «хребет». Выравнивание земли на арене перед каждым соревнованием стоили существенных трудозатрат, и поэтому соревнования уже не могли проводиться по старой схеме. Правила соревнований были изменены, и колесницы стали ездить не по прямой, а по кольцу, огибая «хребет» арены. Новый способ проведения конных соревнований быстро прижился, и с тех пор конные скачки стали проводиться на кольцевых ипподромах.

## Описание

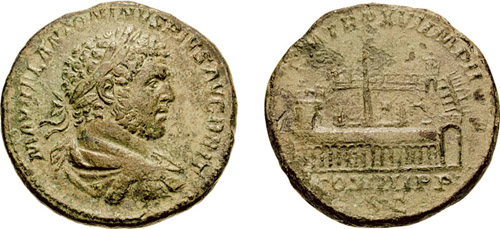
Сестерций Каракаллы, на котором видно Большой цирк с обелиском и spina

Гай Юлий Цезарь расширил Большой цирк до 600 метров в длину, так что на нём могло разместиться 250 тысяч зрителей (ещё столько же могли наблюдать за соревнованиями стоя). В середине короткой и полукруглой стороны описанного ограждения арены находились ворота, через которые выезжали из Цирка победители на скачках (лат. porta triumphalis). На противоположном конце арены стояли три башни (лат. oppida); в средней были проделаны также ворота, служившие для въезда колесниц внутрь Цирка (лат. porta pompae); между нею и боковыми башнями был устроен, справа и слева, расположенный по дуге круга ряд стойл (лат. carceres) для колесниц и лошадей. Посередине арены тянулась длинная и узкая платформа (лат. spina) с полукружиями на обоих концах и стоявшими на них конусообразными столбами (лат. metae). Эта платформа была украшена сперва одним, а потом двумя обелисками; оба они уцелели и сохранились до наших дней; первый, вывезенный из Египта и водруженный Августом, высится теперь на Пьяцца-дель-Пополо; второй, ещё больший, поставленный Константином Великим, перенесён в 1588 году на площадь перед Латеранским дворцом. Кроме обелисков, на платформе в двух местах было помещено на небольших постаментах (в честь покровителя конных ристалищ Нептуна — лат. Neptunus Equester) по семи изваяний дельфинов, изрыгавших воду в небольшие бассейны, и отдельно от этих фигур, на особых подставках, по семи шаров (лат. ova).
Своей постоянной архитектурной формой Большой цирк обязан Августу. Ряд мест на ближайших ступенях был предоставлен сенаторам и всадникам; зрителей пускали на основании особых, ненумерованных бронзовых марок-билетов. К этому времени относится описание Дионисия Галикарнасского. Согласно этому описанию, нижний этаж мест для зрелищ был каменный, верхние два — деревянные; внешние аркады были одноэтажные, в них помещались лавки, трактиры и т. п. Carceres представляли собой портик с двенадцатью арками для ворот и средним порталом. Клавдий создал мраморные carceres и золоченые меты; Нерон в 63 году приказал засыпать Цезарев канал, чтобы дать больше места всадникам. Пожар 64 года уничтожил, вероятно, только деревянные части; в 68 году в цирке вновь даются роскошные празднества. В 81 году Титом были выстроены великолепные ворота на южной короткой стороне цирка.
Эпохой в жизни цирка было правление Траяна, расширившего места для зрителей в очень значительной мере, частью на месте выстроенной Домицианом, а теперь уничтоженной императорской ложи. Домициан проложил дорогу от цирка к своему дворцу. И после Траяна значительная часть мест была сплошь деревянная, как показывают повторные случаи обвалов, стоившие жизни тысячам зрителей. При Константине цирк был основательно реставрирован; spina украсилась новым обелиском, вывезенным из Гелиополя.

## Упадок и разрушение

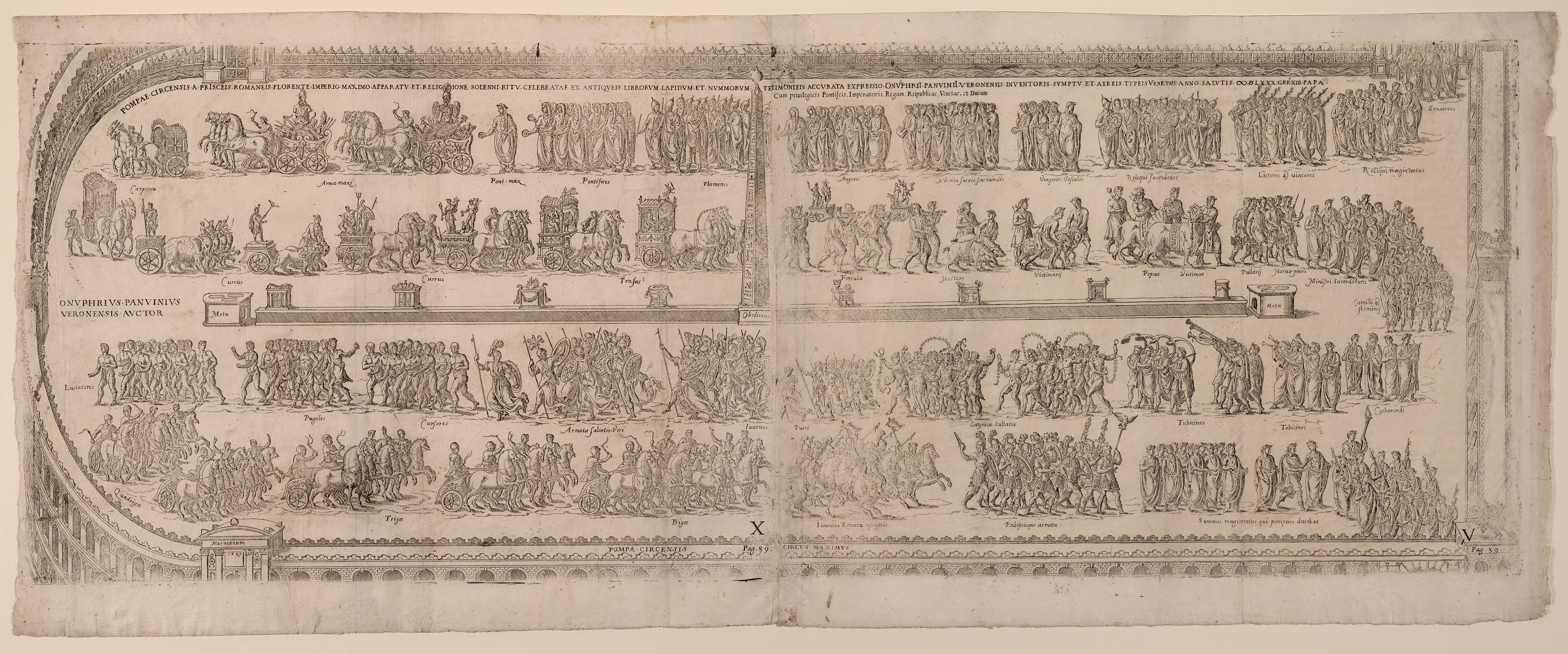
Торжественная помпа в Большом цирке, 1580 год

Ещё в VI веке Теодорих поддерживал цирк; последние игры дал Тотила в 549 году. Наиболее массивное цирковое сооружение — арка Тита — стояло до XII в., но уже в XVI в. от цирка оставалось не более, чем осталось к XIX веку, когда долину цирка застроили зданиями газовой фабрики.
В Средневековье каменные сооружения цирка были разобраны на постройку новых зданий. Тем не менее территория цирка никогда полностью не застраивалась, и до сих пор здесь проводятся общественные мероприятия (напр., рок-концерты).